# Дунавски венац
Дунавски венац је градско насеље које се налази у Банату на левој обали Дунава и припада београдској општини Палилула.

## Локација и карактеристике
Дунавски венац се налази северно од Котежа и блока Сутјеска, једног од стамбених блокова Крњаче. На западу се граничи са каналом Мокри Себеш, док се на југу и истоку простире дуж Зрењанинског пута. С обзиром на свој положај, Дунавски венац је најсеверније урбано насеље у Београду.
Дунавски венац је у потпуности стамбено насеље. Насеље нема индустријске објекте, док је трговина тек однедавно почела да се развија, како је насеље почело да се шири дуж Зрењанинског пута. Име насеља настало је по узору на име београдске општине Савски венац и носи ово име иако се не налази на самој обали Дунава.

## Општина
Дунавски венац је предложено и као име за будућу београдску општину. У овом тренутку, то је име локалне месне заједнице која обухвата већину делова Крњаче, са популацијом од 13.414 становника према попису из 2002. године. Крајем 90-их година, заживела је идеја о стварању нове општине на левој обали Дунава и оцепљењу од општине Палилула. 2003. године, 17.000 локалних становника потписало је петицију која је предата Скупштини града Београда, који су тада проценили да не постоје услови за стварање нове општине. 2005. године, Скупштина општине Палилула коначно је пристала да подржи ову идеју, али је касније је променила одлуку, што је изазвало негодовање код организације за стварање нове општине Дунавски венац, која је након овакве одлуке саопштила да ће тужити општину Палилула. Врховни суд Србије негирао је надлежност у овом случају. Ово подручје је имало своју општину у периоду од 1955—1965. године. Пре 1955. године подручје је имало 4 општине (Борча, Овча, Падинска Скела и Крњача), који су 1955. године спојени у једну општину, Крњача, а касније 1965. године припојени општини Палилула. Ако предлог за нову општину буде прихваћен од стране Скупштине града Београда, општина ће имати 407 km2 и популацију од око 73.000 становника (попис из 2002).
1. ↑  „Месне заједнице и месне канцеларије -”. Градска општина Палилула. Приступљено 30. 6. 2020.